# Léon Dhéralde
 (juin 2023).
Si vous disposez d'ouvrages ou d'articles de référence ou si vous connaissez des sites web de qualité traitant du thème abordé ici, merci de compléter l'article en donnant les références utiles à sa vérifiabilité et en les liant à la section « Notes et références ».
Jean-Baptiste Dominique-d'Héralde, dit Léon Dhéralde (1815-1891), est un homme de lettres limousin dont l'œuvre maîtresse est le Dictionnaire de la langue limousine, qui l'a rendu célèbre non seulement dans le Limousin mais auprès de tous les érudits occitans.

## Biographie
Le Dictionnaire de la langue limousine (Diciounari de lo Lingo Limousino, ente l'un trobo, lou ditoun, recourfou, prouverbei) a été publié en 1968 par la Société d'ethnographie de la Marche et du Limousin, subventionné par le CNRS, patronné par le département d'ethnologie de l'université de Lettres de Bordeaux dirigé par le Pr Joël Métais.
« Avant que cette manie qui se répand de plus en plus dans nos campagnes de franciser le patois, et dans nos villes de le remplacer par je ne sais quel jargon mêlé d'argot ne se généralise, j'ai dressé procès-verbal de l'état actuel du patois, de sa prononciation ; je ne dis pas de son orthographe, elle est, pour les Limousins limousinant, plus ou moins fantaisiste », disait Léon Dhéralde en avant-propos.
« Le limousin fut le premier dialecte d'oc, historiquement et littérairement », selon le président de la Société d'ethnographie de la Marche et du Limousin, Maurice Robert.
Léon Dhéralde est également l'auteur de diverses œuvres en langue limousine et notamment d'un recueil de plus de 2000 proverbes limousins, avec leur traduction française, de deux volumes de contes et de fables en langue limousine et d'une tradition du premier chant de la Chanson de Roland, ainsi que d'une pièce en vers intitulée Jésus et Lucifer.
Maire (1869-1874) de Bonnac-la-Côte (Haute-Vienne), village situé à une douzaine de kilomètres au nord de Limoges, il vécut dans cette commune dans sa maison du hameau de Teillet, construite en 1825, où il travailla notamment à la rédaction de son dictionnaire.
La ville de Limoges, par arrêté du 22 avril 1974, a donné le nom de Léon Dhéralde à une rue de Limoges (quartier de Beaubreuil). Il est né à Limoges le 14 mars 1815 et y est décédé le 3 mai 1891. La famille était originaire de Saint-Jean-Pied-de-Port et Léon Dhéralde serait un descendant du médecin d'Henri de Navarre, futur Henri IV. La famille d'Héralde était composée principalement de chirurgiens et négociants. Elle a jugé prudent de supprimer sa particule sous la Révolution mais Pierre d'Héralde, ou Dhéralde, grand-père de Léon, fut cependant emprisonné jusqu'au 9 thermidor.